# Lex Fridman
Lex Fridman (rus: Алексей Федотов)  (Bӯston, 15 d'agost de 1983) és un informàtic russoestatunidenc, presentador de pòdcasts i investigador a l'Institut de Tecnologia de Massachusetts (MIT). Fridman és més conegut per la seva sèrie de pòdcasts i vídeos a YouTube on entrevista a una àmplia varietat de convidats, incloent-hi científics, matemàtics, historiadors, comentaristes polítics, autors, filòsofs, economistes i artistes.